# انجیل نسام
انجیل نسام، روستایی است از توابع بخش مرکزی شهرستان میاندورود در استان مازندران ایران.

## جمعیت
این روستا در دهستان کوهدشت به فاصله ۱۰ کیلومتری از ساری مرکز استان مازندران در جاده ساری به گرگان
قرار داشته و براساس آخرین سرشماری مرکز آمار ایران که در سال ۱۳۸۵ صورت گرفته، جمعیت آن ۴۵۱نفر (۱۱۸خانوار) بوده‌است. مردم انجیل بادله از قومیت طبری هستند که ریشه آن به قوم آمارد و قوم تپوری می‌رسد. مردم انجیل بادله به زبان طبری (مازندرانی) و گویش ساروی سخن میگویند.